# Mobilni uređaj
Mobilni uređaj je računalni uređaj, dovoljno malen da se može držati i upravljati rukom. Najčešće imaju LCD ili OLED zaslone osjetljive na dodir, koji su pogodni za upravljanje uređajima. Mnogi uređaji ove vrste imaju mogućnost spajanja na internet, kao i povezivanje s drugim uređajima u okruženju putem Bluetootha ili Wi-Fija. Mobilni uređaji obično imaju kameru, kao i mogućnost primanja ili slanja telefonskih poziva, igranja video igri, korištenja usluga GPS-a itd.
Za napajanje koristi se litijska baterija, a za te se uređaje koriste posebni operativni sustavi i mobilne aplikacije. Mobilni uređaji imaju mogućnost biometrijske provjere autentičnosti, poput prepoznavanja lica ili otiska prsta. Prvi pametni telefoni počeli su se razvijati u kasnim 2000-ima. Već 2010-ih značajno je povećana njihova funkcionalnost dodavanjem raznih senzora, poput akcelerometra, magnetometra i žiroskopa, kojima se postigla orijentacija i detekcija pokreta.
Veličine mobilnih uređaja variraju, ali najpopularniji su oni džepne veličine koji se mogu držati u jednoj ruci. Glavni proizvođači mobilnih uređaja su: Apple, Samsung, Huawei, Xiaomi, Sony, HTC, Motorola i Nokia.
Najčešća veličina mobilnog računalnog uređaja je džepna, ali postoje i druge veličine za mobilne uređaje. Mark Weiser spomenuo je veličine uređaja kao što su kartice, blokovi i ploče, gdje su kartice definirane kao popratni uređaji ili nosivi potrošni materijal veličine centimetra, a pametni telefoni i tableti definirani su kao ručni uređaji veličine decimetara. Mikro elektromehanički sustavi (MEMS) u rasponu su od nanometara do milimetara. 
Iako se mobilnost često smatra sinonimom za bežično povezivanje, ovi pojmovi su različiti. Ne mora svaki mrežni pristup mobilnih korisnika, aplikacija i uređaja biti preko bežičnih mreža i obrnuto. Uređaji za bežični pristup mogu biti statični, a mobilni korisnici mogu se kretati između žičanih i bežičnih pristupnih točaka, poput internetskih kafića. Neki se mobilni uređaji mogu koristiti kao mobilni internetski uređaji za pristup internetu u pokretu, a mnoge značajke telefona ili aplikacije i dalje rade čak i bez  povezanosti na internet.

## Vrste
Postoje mnoge vrste mobilnih uređaja, a neki od njih su:
- Pametni telefon
- Laptop
- Tablet
- Dlanovnik
- Pametni sat
- Digitalni fotoaparat
- Videokamera
- Pager
- Kalkulator

## Galerija
- Pametni telefoni
- Pametni satovi
- Laptop
- Videokamera